# 普林斯顿 (肯塔基州)
普林斯顿（英語：Princeton），是美国肯塔基州的一座城市。建立于1817年，面积约为23.3平方公里（9平方英里）。根据2010年美国人口普查，该市的人口为6,329人。